# Gran Premi de França del 1958
Resultats del Gran Premi de França de Fórmula 1 de la temporada 1958, disputat al circuit de Reims-Gueux el 6 de juliol del 1958.

## Resultats
| Pos | No | Pilot               | Equip           | Voltes | Temps/ Retirada       | Pos. de sortida | Punts |
| --- | -- | ------------------- | --------------- | ------ | --------------------- | --------------- | ----- |
| 1   | 4  | Mike Hawthorn       | Ferrari         | 50     | 2h 03' 21. 3          | 1               | 9     |
| 2   | 8  | Stirling Moss       | Vanwall         | 50     | + 24.6 s              | 6               | 6     |
| 3   | 6  | Wolfgang von Trips  | Ferrari         | 50     | + 59.7 s              | 21              | 4     |
| 4   | 34 | Juan Manuel Fangio  | Maserati        | 50     | + 2' 30.6 min.        | 8               | 3     |
| 5   | 42 | Peter Collins       | Ferrari         | 50     | + 5' 24.9 min.        | 4               | 2     |
| 6   | 22 | Jack Brabham        | Cooper - Climax | 49     | + 1 Volta             | 12              |       |
| 7   | 36 | Phil Hill           | Maserati        | 49     | + 1 Volta             | 13              |       |
| 8   | 38 | Jo Bonnier          | Maserati        | 48     | + 2 Voltes            | 16              |       |
| 9   | 32 | Gerino Gerini       | Maserati        | 47     | + 3 Voltes            | 15              |       |
| 10  | 30 | Troy Ruttman        | Maserati        | 45     | + 5 Voltes            | 18              |       |
| 11  | 20 | Roy Salvadori       | Cooper - Climax | 37     | + 13 Voltes           | 14              |       |
| Ret | 16 | Harry Schell        | BRM             | 41     | Sobreescalfament      | 3               |       |
| Ret | 14 | Jean Behra          | BRM             | 41     | Bomba del combustible | 9               |       |
| Ret | 12 | Stuart Lewis-Evans  | Vanwall         | 35     | Motor                 | 10              |       |
| Ret | 24 | Graham Hill         | Lotus - Climax  | 33     | Sobreescalfament      | 19              |       |
| Ret | 40 | Paco Godia          | Maserati        | 28     | Accident              | 11              |       |
| Ret | 18 | Maurice Trintignant | BRM             | 23     | Bomba del combustible | 7               |       |
| Ret | 10 | Tony Brooks         | Vanwall         | 16     | Motor                 | 5               |       |
| Ret | 2  | Luigi Musso         | Ferrari         | 9      | Accident Mortal       | 2               |       |
| Ret | 28 | Carroll Shelby      | Maserati        | 9      | Motor                 | 17              |       |
| Ret | 26 | Cliff Allison       | Lotus - Climax  | 6      | Motor                 | 20              |       |

## Altres
- Pole: Mike Hawthorn 2' 21. 7

- Volta ràpida: Mike Hawthorn 2' 24. 9 (a la volta 45)